# 강철 (축구인)
강철 (姜喆, 1971년 11월 2일 ~ )은 대한민국의 전 축구 선수 및 현 지도자로 현재 김포 FC 코치을 맡고 있으며 현역 시절 제주 유나이티드, 전남 드래곤즈 등에서 수비수로 활동했다.

## 개요
서울특별시 출생으로 대신고등학교, 연세대학교를 졸업하였다. 이름이 '강철'인 점과 서포터들과 하나가 되어 매력적인 경기를 선보인다는 점에 착안하여 '강철사탕'이라는 별명이 붙었다.

## 클럽 경력
1993년 유공 코끼리 (현 제주 유나이티드)에서 데뷔하여, 1994년 K리그 준우승 등에 공헌하였다. 1996년 상무에 입대해 1998년 군복무를 마치고 부천 SK에 복귀하였으며, 2002년 K리그 준우승 등에 공헌하였다. 2001년 오스트리아 분데스리가의 LASK 린츠로 이적하여 활약하였으나, 2000-01 시즌 결과 팀은 최하위로 2부 리그로 강등되었다. 결국 시즌 종료 이후 K리그의 전남 드래곤즈로 이적하였고, FA컵 준우승 등에 공헌하였다. 전남 드래곤즈에서 김태영, 마시엘과 함께 구축한 강력한 3백이 유명하였다.
하지만 2003년에 당한 아킬레스건 부상으로 인해 1년여 동안 지루한 재활치료 기간을 보내 2004시즌에는 정규 리그에 뛰지 못하였고, 2004년 9월 1일 전북 현대 모터스와의 K리그 홈 경기를 끝으로 프로 선수로서 공식 은퇴를 선언하였다.

## 국가대표팀 경력
1992년 10월 21일 아랍에미리트와의 친선경기에서 데뷔하여, 1996년 AFC 아시안컵과 2000년 AFC 아시안컵 등의 많은 대회에서 뛰었다. 그러나 부상 등의 이유로 월드컵 때마다 번번이 명단에서 제외되는 불운을 겪기도 하였다.

## 지도자 경력
2005년부터 2006년까지 전남 드래곤즈에서 코치로 활동하였다. 2007년 8월, 박성화가 선임된 올림픽대표팀 코치로 합류하였고, 2008년 하계 올림픽에 참가하였다. 올림픽을 마친 후 2008년 8월 부산 아이파크에 코치로 입단하였다.
이후에는 황선홍 감독을 항상 따라다니고 있다. 2010년 11월 8일, 황선홍 감독과 함께 포항 스틸러스로 팀을 옮겨 수석 코치로 활동하였으며, 2015 시즌을 끝으로 황선홍 감독이 팀을 떠남에 따라 포항과 결별하였다. 2015년 12월 대한축구협회 기술부위원장으로 선임되었다.
2016년 6월 황선홍 감독이 FC 서울에 취임하면서 FC 서울 수석코치로 부임하였다.
2018년 4월 30일 황선홍 감독이 FC 서울의 감독직에서 사퇴한다고 밝혔고, 이에 황선홍을 보좌하던 강철 코치도 같이 팀을 떠나게 되었다.
이후 2020년 황선홍을 따라 대전 하나 시티즌의 수석 코치로 부임하였고, 시즌 중반 황선홍이 사임하면서 감독 대행직에 올랐다.

## 플레이 스타일
현역 시절 클럽에서는 왼쪽 윙백으로 많이 뛰었지만 국가대표팀에서는 왼쪽과 오른쪽을 가리지 않았고 스토퍼와 스위퍼는 물론 시야와 스피드 패싱력과 풍부한 경험을 고루 갖추어 오스트리아 LASK 린츠에서는 플레이 메이커로서도 활약했다. 수비수로서는 그리 크지 않은 178cm의 키이지만, 특유의 센스와 영리함, 리더십을 바탕으로 1990년대 대한민국 축구계의 대표적인 수비수로 자리매김했다. 스피드가 느리다는 단점을 꾸준한 연습을 통해서 극복하였고, 그의 이름처럼 강철 체력까지 소유하게 되었다. 본래는 공격수 출신이었지만 연세대학교 시절 수비수로 변신하여, 수비력뿐만 아니라 높은 공격포인트를 기록하는 등 뛰어난 공격력을 자랑하였다.

## 경력 목록

### 클럽 경력
- 1993년 ~ 2000년  유공 코끼리 / 부천 SK
- 1996년 ~ 1997년  상무 (군복무)
- 2001년  LASK 린츠
- 2001년 ~ 2004년  전남 드래곤즈

### 국가대표팀 경력
- 1992년 하계 올림픽 대표
- 1996년 AFC 아시안컵 대표
- 2000년 하계 올림픽 대표 (와일드카드)
- 2000년 AFC 아시안컵 대표
- 2001년 FIFA 컨페더레이션스컵 대표

### 지도자 경력
- 2005년 ~ 2006년 전남 드래곤즈 코치
- 2007년 ~ 2008년 대한민국 축구 올림픽 대표팀 코치
- 2008년 ~ 2010년 부산 아이파크 수석코치
- 2011년 ~ 2015년 포항 스틸러스 수석코치
- 2016년 ~ 2018년 FC 서울 수석코치
- 2020년 하나금융축구단 수석코치
- 2025년 ~  김포 FC 전술 코치

## 수상 내역

### 개인
- 1999년 K리그 베스트 11 선정
- 2000년 K리그 베스트 11 선정
- 2012년 FA컵 최우수 코치상
- 2013년 FA컵 최우수 지도자상

### 클럽

#### 유공 코끼리 / 부천 SK
- K리그 준우승 2회 : 1994년, 2000년
- 리그컵 우승 2회 : 1994년, 2000년
- 리그컵 준우승 2회 : 1998년-필립모리스컵, 1998년-대한화재컵

#### 전남 드래곤즈
- FA컵 준우승 1회 (2003년)

### 국가대표팀
- 2000년 AFC 아시안컵 3위